# Gallinas de Andalucía
En la región española de Andalucía existen tres razas de gallina reconocidas oficialmente como razas por el Ministerio de Agricultura de España en el Catálogo Oficial de Razas de Ganado de España, que son la gallina utrerana, la gallina andaluza azul y el gallo combatiente español.  
No obstante, existen otras razas pendientes de reconocimiento oficial, como la Gallina sureña, la sureña enana, la andaluza azul enana, la Antigua Moñuda y la Antigua Tufona, que sí están reconocidas por la Federación Española de Avicultura, Colombicultura y Cunicultura de Raza.

## Gallina Andaluza Azul

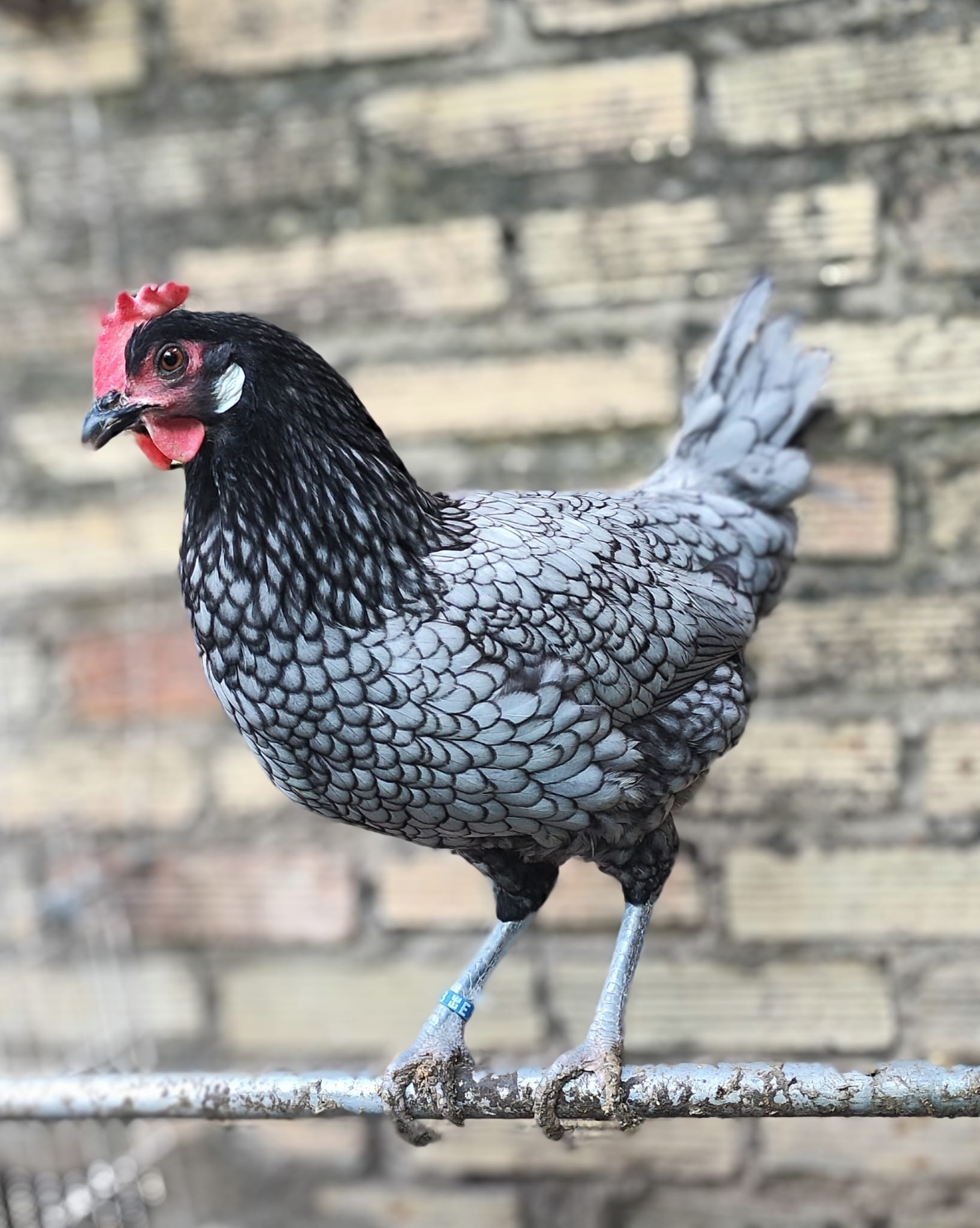
Andaluza Azul

Se trata de la gallina española más antigua de cuantas aparecen reflejadas en los libros, gozando de gran prestigio no sólo entre los avicultores españoles, sino también fuera de nuestras fronteras.
La gallina Andaluza Azul (Blue Andalusian en su denominación internacional) es una raza que se exportó desde Andalucía a Inglaterra a mediados del siglo XIX (1851) y es la única raza que lleva en su nombre el término de "andaluza".  
Existen animales negros, blancos manchados de gris y grises (azules), estas últimas son las únicas que pueden presentarse en exposiciones. El peso de los gallos va de 2,5 a 3,0 kg y el de las gallinas de 2,0 a 2,5 kg. Es una raza de doble propósito es decir para carne y para la producción de huevos, su puesta anual supera los 160 huevos y su tamaño medio es de 60 g. Es una raza de tipo mediterráneo, activa y nerviosa, no es habitual que incube sus huevos por lo que suele emplearse gallinas de otras razas para su reproducción.

## Gallo combatiente español

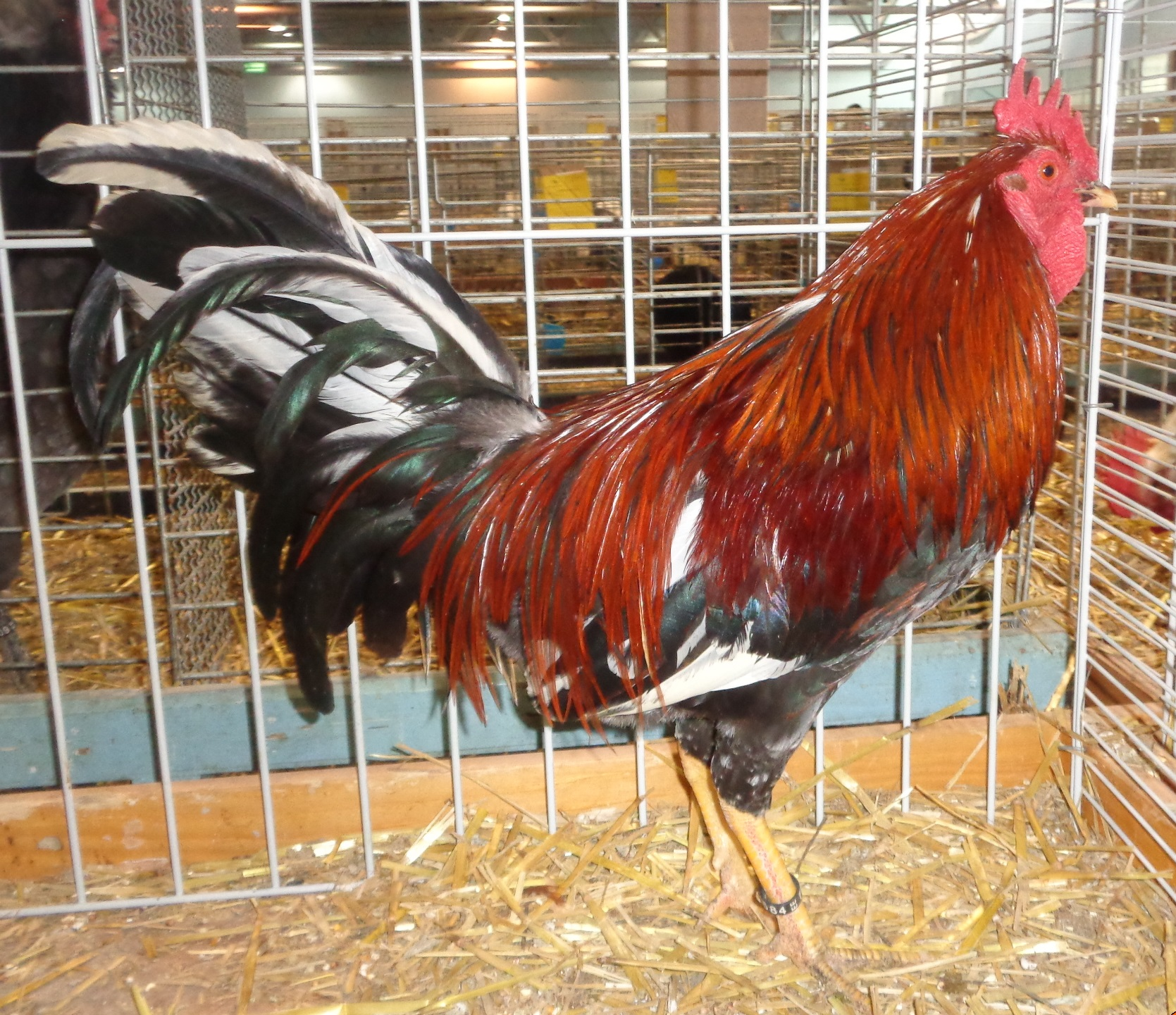
Combatiente Español

El gallo combatiente español es una raza originaria de España, especialmente abundante en Andalucía, utilizado para las peleas de gallos por su actitud de combatir con los de su misma especie. 
En función del área geográfica, suele hablarse del gallo combatiente español tipo jerezano y del tipo canario. En el marco de Jerez de forma tradicional y popular se les llama "gallos ingleses" o "gallinas inglesas" y suele admitirse la influencia del Old English Game, llevada a la zona por los bodegueros británicos dedicados a la crianza y exportación del jerez.

## Gallina utrerana

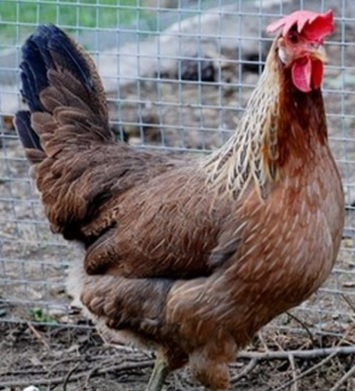
Gallina Utrerana

La Gallina utrerana es una raza que debe su reconocimiento y recuperación a Joaquín del Castillo, quien hacia 1926, preocupado por la pérdida de las razas tradicionales, empezó la recolección de huevos por los cortijos del Bajo Guadalquivir sevillano. Después de una cuidada selección morfológica, en 1946 se aprobó el patrón racial de la variedad blanca, en 1948 el patrón de la variedad franciscana y en 1949 los patrones de la negra y perdiz. A mediados del siglo XX, con la introducción de otras razas más productivas, la raza sufrió un gran retroceso y no fue hasta el 2007 cuando el Comité de Razas de Ganado de España reconoció la raza como autóctona. Las distintas variedades reconocidas son la negra, franciscana, perdiz, blanca, roja y rubia.

## Gallina Sureña

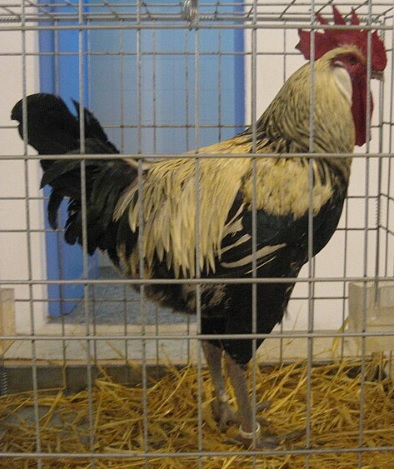
Golla Sureño Plata

La gallina Sureña, nombre oficial, aprobado y aceptado por todos los criadores de dicha raza, también era conocida popularmente como gallina andaluza o gallina andaluza sureña, gallina andaluza española o gallina cortijera. Estas variaciones en su nomenclatura se corresponde según a la zona del territorio andaluz donde habitan. Para unificar, trabajar y mitigar posibles dudas sobre la raza nace la Federación Andaluza de Criadores de Gallinas Sureñas . Bien cabe aclarar que esta raza vivía asociadas a la vida rural donde eran las mujeres las encargadas de los gallineros. 
Esta ave es una gallina de tipo mediterráneo, de crecimiento más bien lento y de doble propósito: producción de carne y huevos. Su producción de huevos es superior a los 165 anuales y un peso medio de 70 g. Son ejemplares rústicos, activos y poco predispuestos a incubar. Además, de su actitud productiva estas gallinas destacan por la gran diversidad de colores presente en su plumaje. Entre las variedades de plumas destacan son la negra, azul o ceniza, blanca sucia o salpicada de gris, franciscana, blanca, perdiz, leonada armiñada en negro (también conocida como morucha), armiñada y plata, entre otras.Tal diversidad cromática en estas aves están retrasando el proceso de reconocimiento oficial de la raza, ya que se crean discrepancia entre los afines a la raza. 
Aunque ya era muy conocida y valorada en España en la segunda mitad del siglo XIX, la raza fue cayendo en un progresivo olvido, salvo en el mundo meramente rural. Sin embargo, a principios del siglo XXI se ha iniciado la labor de crianza y recuperación de la antigua raza por parte de criadores particulares, como los de la Asociación de Criadores Gaditanos de Gallina Andaluza - Los Alcornocales, entre otras.

## Gallina antigua moñuda
La Gallina Antigua Moñuda Andaluza es una raza aviar autóctona de la región de Andalucía, España. Se caracteriza principalmente por la presencia de un moño distintivo en su cabeza, lo que le confiere su nombre y una apariencia particular. Es un ave de tamaño medio. Su cresta, a menudo ligeramente caída, complementa su fisonomía. En cuanto a su producción, las hembras ponen huevos de color blanco rosáceo, con un peso medio de 65 gramos. Respecto a su tamaño, los machos alcanzan un peso que oscila entre los 3.4 y 3.8 kilogramos, mientras que las hembras son más ligeras, con pesos que varían de 2.5 a 2.9 kilogramos.

#### Estatus y Reconocimiento
A pesar de su antigüedad, la Gallina Antigua Moñuda Andaluza no está oficialmente reconocida en el Catálogo Oficial de Razas de Ganado de España, gestionado por el Ministerio de Agricultura, Pesca y Alimentación. Sin embargo, su estatus como raza es aceptado por la Federación Española de Avicultura, Colombicultura y Cunicultura de Raza (FESACOCUR).

## Gallina antigua tufona
La gallina antigua tufona andaluza es una raza aviar autóctona de Andalucía, España, reconocida por sus características morfológicas distintivas y su arraigada presencia histórica en la región.

#### Estatus y Reconocimiento
A pesar de su antigüedad y valor etnocultural, la gallina antigua tufona andaluza no se encuentra incluida en el Catálogo Oficial de Razas de Ganado de España del Ministerio de Agricultura, Pesca y Alimentación. Esta exclusión implica una carencia de reconocimiento oficial por parte de las autoridades gubernamentales españolas, lo que incide en su protección y fomento a nivel estatal. Sin embargo, su estatus como raza es formalmente reconocido por la Federación Española de Avicultura, Colombicultura y Cunicultura de Raza (FESAVEC), entidad que avala su diferenciación y contribución al acervo genético avícola.

#### Características Morfológicas y Productivas
Esta raza se clasifica como un ave de tamaño medio. La característica fenotípica más prominente es su barba, la cual se presenta sumamente desarrollada y densamente emplumada, extendiéndose por la región submandibular y confiriéndole la denominación de "tufo".
En cuanto a sus productos, los huevos de la gallina antigua tufona andaluza exhiben una coloración blanco rosáceo y poseen un peso promedio de 65 gramos. Respecto a las dimensiones corporales de los ejemplares adultos:
Los machos presentan un rango de peso que oscila entre 3,8 y 4,2 kilogramos.
Las hembras registran un peso que varía de 3 a 3,4 kilogramos.
La gallina antigua tufona andaluza, por sus particularidades genéticas y morfológicas, representa un componente significativo del patrimonio zoogenético andaluz y español, merecedor de atención y estudio por parte de la comunidad científica y conservacionista.